# Neuro-sama
Neuro-sama（ニューロ様）は、女性バーチャルライバーをモチーフとするチャットボット・AIプレイヤー及びキャラクターの名称である。

## 概要
Twitchチャンネル"vedal987"でライブ配信を行っており、視聴者のチャットに対して大規模な学習済み言語モデルをもとに応答することができる。2023年5月28日のデビュー配信まではキャラクターモデルにLive2Dサンプルデータ集の桃瀬ひよりが採用されていた。2023年5月28日からは、キャラクターモデルがイギリスのアーティスト・annyが描いたイラストを日本のアーティスト・弟月輝がLive2Dモデルにしたものへと切り替わった。
2018年にイギリスのエンジニア・Jack Vedalによって「osu!」をプレイするbotとして製作された後、2022年12月19日にVtuberとしてデビューした。
配信では主に「osu!」や「マインクラフト」などのゲームをプレイしたり、雑談をしている。また、しばしば歌を歌う。
ゲームAIのプログラミングにはPythonが、VtuberのプログラミングにはC#が使用されている。また、osu!の学習モデルには80x60のグレースケールが使われた。
配信内でホロコースト修正主義的発言を行うなどの行動に起因すると思われる不特定の「憎悪行為」(hateful conduct)によって2023年1月11日にTwitchチャンネルが凍結された。2週間後の1月25日に解除され、すぐにチャンネルのフォロワーは10万人を超えた。